# Kelly Brooková
Kelly Brooková, rodným jménem Kelly Ann Parsons (* 23. listopadu 1979 Rochester, Kent) je anglická modelka, herečka, podnikatelka a také televizní moderátorka.

## Osobní život
Narodila se roku 1979 v jihoanglickém historickém městě Rochester, ležícím v hrabství Kent., do rodiny kuchařky Sandry a lešenáře Kennetha Parsonsových. Má mladšího bratra Damiana a starší polosestru Sashu. Otec zemřel 26. listopadu 2007 v Rochesteru, ve věku padesáti sedmi let, na karcinom plic.
V rochesterském Warren Woodu navštěvovala školu Thomasa Avelinga. Poté tři roky studovala na Italské Contiho akademii divadelního umění (Italia Conti Academy of Theatre Arts) v Londýně, než se začala profesionálně živit modelingem.

## Modeling
Kariéru modelky odstartovala v šestnácti letech poté, co vyhrála soutěž krásy, do níž ji přihlásila matka. Pracovat začala v reklamních kampaních, čítajících výrobky Foster's Lager, Renault Mégane, brambůrky Walkers a pro společnost Bravissimo předváděla podprsenky a spodní prádlo určené pro ženy větších velikostí prsou.
Objevila se také v časopisech GQ, Loaded, nebo FHM. V anketě magazínu Grazia, do níž se zapojilo přes pět tisíc respondentek, byla zvolena za Britku s nejlepším tělem. V roce 2005 vyhrála anketu „100 nejvíce sexy žen světa časopisu FHM“, v níž hlasovalo patnáct miliónů lidí. Ve speciálu FHM pro Mistrovství světa ve fotbale 2010 byla vyfocena na titulní straně a na coveru tohoto periodika se opět objevila v dubnu 2011.
V únoru 2007 bylo oznámeno, že podepsala smlouvu přibližně na milion liber. Obsahem kontraktu byla propagace tělového spreje Lynx, produktu firmy Unilever, který je ve Spojených státech a kontinentální Evropě známý pod názvem AXE. Kampaň zahrnovala online prezentace, billboardovou a novinovou část. Pro kanál Sky+ a mobilního operátora T-Mobile účinkovala v televizních reklamách, stejně tak předváděla výrobky firmy Reebok.
V roce 2010 se stala „novou tváří a tělem“ výrobce spodního prádla Ultimo. V září téhož roku nafotila sérii pro americkou verzi pánského časopisu Playboy.
U oděvní firmy New Look prezentovala vlastní řadu plaveckého oblečení.

## Televize

### Moderátorství
V roce 1997, ve věku osmnácti let, začala uvádět pořady pro mladé na hudební stanici MTV, v televizi Granada a také na kanálu Trouble.
Do hlavního vysílací času vstoupila v lednu 1999, kdy byla vybrána ke kolegovi Johnnymu Vaughanovi jako nástupkyně Denise van Outenové, ženské poloviny moderátorské dvojice ranního pořadu The Big Breakfast. Účinkování zakončila v červenci téhož roku.

### Pořady reality show
V roce 2005 na stanici ITV uváděla reality show Celebrity Love Island.
Roku 2007 se zúčastnila taneční soutěže celebrit Strictly Come Dancing na BBC1, kde se jejím partnerem na parketu stal Brendan Cole. Během soutěže zemřel její otec Kenneth Parsons na karcinom plic, a ačkoli nejdříve oznámila úmysl pokračovat, jakožto uctění jeho památky, v devátém týdnu přenosu odstoupila.
Také startovala v další taneční soutěži Strictly Come Dancing Christmas Special 2008. latinskoamerický jive zatančila s Brianem Fortunou.
Roku 2008 nahradila jako jeden ze tří porotců Jennifer Ellisonovou ve druhé sérii programu Dirty Dancing: The Time of Your Life, vysílaného mezi zářím a listopadem 2008.
V lednu 2009 se stala čtvrtou rozhodčí ve třetí sérii Britain's Got Talent, české obdoby ČeskoSlovensko má talent. V prvním týdnu však byla odvolána poté, kdy se producenti rozhodli, že formát se čtyřmi rozhodčími je příliš komplikovaný. V říjnu téhož roku uvedla, že skutečnou příčinou jejího odchodu byla moderátorská dvojice Ant & Dec, kterou měla „naštvat“.

## Herecká dráha

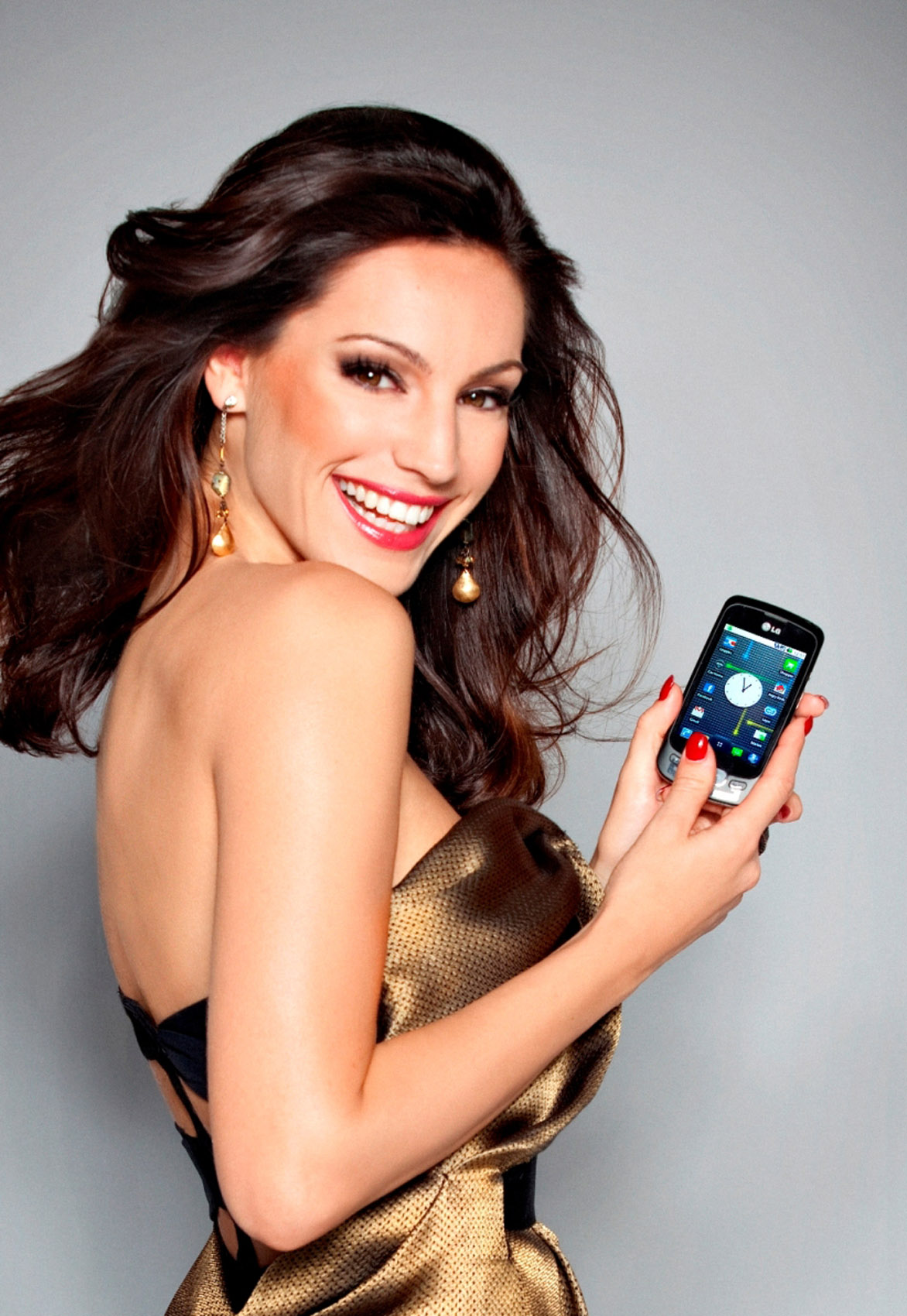
Kelly Brooková v roce 2010

Na filmovém plátně debutovala malou rolí ve snímku Nekonečná party. Krátce poté si zahrála ve filmu Rozparovač. Ve čtyřech dílech první sezóny americké sci-fi série Smallville (2001–2002) ztvárnila přítelkyni Lexe Luthora. Mihla se také v postavě Lylovy přítelkyně kriminálního příběhu Loupež po italsku (2003).
Roku 2004 se objevila jako Nikki Morrisová ve videohře Need for Speed Underground 2, po boku Brooke Burke Charvetové. Následující rok získala postavu ve Vidalově thrilleru 9 hráčů se smrtí, v němž se devět zajatých lidí ocitá v zamčeném domě, kde musí svádět vzájemný boj o přežití.
Do hlavní role byla obsazena v hororové komedii Piraňa 3D, jejíž premiéra se uskutečnila 20. srpna 2010 a celosvětové tržby dosáhly částky 83 188 163 dolarů.

### Divadelní činnost
V prosinci 2000 nastudovala postavu exotické tanečnice Anyi ve hře Eye Contact (Oční kontakt) na scéně Riverside Studios v Hammersmithu.
V říjnu 2008 se do západního Londýna vrátila rolí Jeannie v LaButeově dramatu Fat Pig, které inscenovalo Comedy Theatre. Její výkon se setkal se smíšenými kritickými ohlasy. Deník Daily Mail uvedl: „Kelly Brook má úzký pas a stehna jako králíček, ale dobrou představitelkou role není“.
V listopadu 2009 začala účinkovat jako Celia ve hře Calendar Girls (Dívčí seznam) na prknech divadla Noel Coward Theatre.

## Soukromý život
Sedmiletý partnerský vztah udržovala do roku 2004 s anglickým hercem Jasonem Stathamem. V Řecku se roku 2004 při natáčení thrilleru Tři seznámila s americkým hercem Billy Zanem, s nímž se následně zasnoubila a zakoupili dům v Kentu. V důsledku úmrtí otce odložila v listopadu 2007 datum plánované svatby. V dubnu 2008 se pak dvojice rozešla, aby krátce svůj vztah obnovila do srpna téhož roku, kdy došlo k definitivnímu odloučení.
Od prosince 2010 byl jejím partnerem Thom Evans, se kterým se rozešla na začátku roku 2013. Na Twitteru 16. března 2011 oznámila, že s Evansem očekává narození dcery. Dne 9. května 2011 však potratila. Na stejném internetovém účtu 1. února 2013 uvedla, že se před časem s Evansem rozešli. Následně navázala vztah se svým bývalým přítelem Dannym Ciprianim.
Jako milovnice zvířat pózovala pro organizaci PETA nahá s tělem pomalovaným šupinami v rámci kampaně „Whose Skin Are You In?“ (V čí kůži jsi?).

## Herecká filmografie
| Film     | Film                                   | Film                    | Film                                               |
| Rok      | film                                   | role                    | poznámka                                           |
| -------- | -------------------------------------- | ----------------------- | -------------------------------------------------- |
| 2000     | Nekonečná párty                        | Sarah                   |                                                    |
| 2001     | Rozparovač                             | Marisa Tavares          |                                                    |
| 2003     | Absolon                                | Claire                  |                                                    |
| 2003     | Loupež po italsku                      | Lyleho dívka            |                                                    |
| 2004     | Škola svádění                          | Sophia Rosselini        |                                                    |
| 2005     | 9 hráčů se smrtí                       | Lea                     |                                                    |
| 2005     | Deuce Bigalow: Evropský gigolo         | pěkná žena              |                                                    |
| 2005     | Tři                                    | Jennifer                |                                                    |
| 2006     | In the Mood                            | Eva                     | krátkometrážní                                     |
| 2007     | Neuvěřitelný příběh                    | Neried                  |                                                    |
| 2010     | Piraňa 3D                              | Danni Arslow            |                                                    |
| 2010     | Removal                                | Kirby                   |                                                    |
| 2012     | Keith Lemon: The Film                  | sama sebe               |                                                    |
| Televize |                                        |                         |                                                    |
| Rok      | seriál / TV film                       | role                    | poznámka                                           |
| 1995     | Fist of Fun                            | Sally                   | 2 díly, 2. sezóna                                  |
| 1999     | The Big Breakfast                      |                         | spolumoderátorka, 6 měsíců                         |
| 2001     | Maléry paní Margaret                   | Fiona Plum              | televizní film                                     |
| 2002     | Smallville                             | Victoria Hardwick       | 4 díly, 1. sezóna                                  |
| 2005     | Romy and Michele: In the Beginning     | Linda Fashiobella       | televizní film                                     |
| 2006     | Slečna Marplová: Není kouře bez ohýnku | Elsie Holland           |                                                    |
| 2007     | Hotel Babylon                          | Lady Catherine Stanwood | 3 díly, 2. sezóna                                  |
| 2009     | Moving Wallpaper                       | Kelly Brook             | fiktivní verze sama sebe, 5 dílů                   |
| 2009     | Renaissance                            | –                       | pilot seriálu Moving Wallpaper, vysílán na itv.com |
| 2011     | Skins                                  | Jemima                  | 1 díl                                              |
| 2012     | Celebrity Juice                        | sama sebe               | 1 díl                                              |
| 2012     | Lemon la Vida Loca                     | sama sebe               | 1 díl                                              |